# Ljustjärnen (Malå socken, Lappland, 723195-166374)
Ljustjärnen är en sjö i Malå kommun i Lappland och ingår i Skellefteälvens huvudavrinningsområde.